# MBC Every 1
MBC Every 1 (korejština: MBC 에브리원, 엠비씨 에브리원) je jihokorejská televizní stanice, která se specializuje na zábavní programování rozmanitosti. Je ve vlastnictví Munhwa Broadcasting Corporation.